# Superman el Último Escape
Superman el Último Escape sont des hyper montagnes russes et des méga montagnes russes du parc Six Flags México, situé à Mexico au Mexique.

## Statistiques
- Capacité : 1 600 personnes par heure
- Historique : Superman el Último Escape était censé ouvrir en 2002. La construction a commencé puis s'est arrêtée à la suite d'un désaccord entre Six Flags et le gouvernement mexicain. Il a fallu deux ans pour que le conflit soit résolu. La construction a recommencé en 2004 et l'attraction a ouvert en fin d'année.
- Éléments : Lift hill de 67 m de haut avec une descente de 62,5 m drop à 60° / Bosse avec une descente de 41,5 m / 360° Helix / 360° Helix